# Deutscher Lacrosse Verband
Der Deutsche Lacrosse Verband e. V. (kurz DLaxV) ist der Dachverband der deutschen Lacrosse-Vereine. Er wurde im Jahr 1998 ins Leben gerufen, um die Verbreitung dieses Sports überregional zu unterstützen. Seit seiner Gründung hat sich die Zahl der Lacrosse-Vereine in Deutschland stark erhöht und wächst stetig weiter. Im Jahr 2020 hatte der Verband ca. 5000 Mitglieder in 60 Vereinen.
Sitz des Verbandes ist Berlin. Der Verband ist Mitglied der European Lacrosse Federation und des Weltverbandes World Lacrosse. Der DLaxV ist mit einem Beschluss vom 2. Dezember 2023 ab dem 1. Januar 2024 Mitglied des Deutschen Olympischen Sportbundes DOSB.
Der Verband fördert die Entwicklung des Lacrossesports in Deutschland, unterhält die Nationalmannschaften und ist Ausrichter der jährlichen Playoffs und der Deutschen Meisterschaften.

## Struktur
Der DLaxV ist ein Bundesverband. Die Lacrossevereine in Deutschland sind unmittelbare Mitglieder, oberstes Organ ist die jährlich stattfindende Mitgliederversammlung. Der Verband wird von einem dreiköpfigen Vorstand geführt. Die weitere Arbeit wird in fünf Geschäftsbereichen organisiert, an deren Stelle jeweils eine Direktorin oder ein Direktor steht. Neben diesen Organen gibt es drei unabhängige Kommissionen, die einzelne Interessengruppen vertreten und die Verbandsorgane beraten – die Athletenkommission (Spitzensport), die Regionalkommission (Breiten-/Freizeitsport) sowie die Schiedsrichterkommission.

### Vorstand
| Position          | Name                  | Aufgabenbereiche                                |
| ----------------- | --------------------- | ----------------------------------------------- |
| 1. Vorsitzende    | Anke Leibfarth        |                                                 |
| Stv. Vorsitzende  | Gina Kaysan           | Jugend, Freizeit- und Breitensport              |
| Stv. Vorsitzender | Jakob Großehagenbrock | Nat. und intern. Verbände, Verbandsorganisation |

### Direktorium
| Geschäftsbereich     | Name                         |
| -------------------- | ---------------------------- |
| Spielbetrieb         | Sarah Andreas                |
| Entwicklung          | Sebastian Schiweck           |
| Schiedsrichterwesen  | Nathalie Morof               |
| Marketing            | Laura Koschorek              |
| Nationalmannschaften | Magdalena Jones, Philip Broz |

### Vereine nach Regionen
| Region | Vereine |
| ------ | --- |
| Nord   | ATS Buntentor Bremen Braunschweig Guardians DHC Hannover HTHC Hamburg Warriors Lacrosse Club Kiel ASC Lübeck Lacrosse Osnabrück Peacekeepers Rostock Lacrosse |
| Ost    | Berliner HC Cottbus Cannibals Dresden Braves Leipzig Miwoks SCC Berlin Lacrosse (BLAX) Victoria Lacrosse Berlin Jena Jedis Weimar Wookies Lacrosse |
| West   | Göttingen Lacrosse Düsseldorfer SC 99 VfL 05 Aachen Bochum Lacrosse e. V. HC Kassel Raccoons Kaiserslautern Lumberjacks Legionäre Trier Münster Mohawks Mainz Musketeers Marburg Saints Essen Lacrosse e. V. SC 1880 Frankfurt Schwarz-Weiß Köln TSC Eintracht Dortmund Wolverines Saarlax e. V. GHTC Grizzlies Mönchengladbach Bielefelder TG Hawks                                                                           |
| Süd    | HLC Rot-Weiß München Ingolstadt Panthers Karlsruhe Storm Lacrosse Konstanz Seagulls Passauer Lacrosse Verein PTSV Jahn Freiburg Lacrosse Regensburg Lacrosse Rosenheim United Lacrosse Straubing Lacrosse Stuttgart Lacrosse Tribesmen Erlangen Rhein-Neckar Lacrosse e. V. TSG Tübingen Lacrosse Bundeswehr Lacrosse Zeppelin Lacrosse Friedrichshafen Ulm Butchers Würzburg Lacrosse Bayreuth Bears Nürnberg Titans Lacrosse |

(Stand: Januar 2017)

## Wettbewerb
Es wird ein deutschlandweiter Wettbewerb in den Sportarten Feldlacrosse und Box- bzw. Indoorlacrosse angeboten. In der Saison 2019/20 nahmen 143 Mannschaften in unterschiedlichen Spielklassen am Spielbetrieb teil. In der ersten Bundesliga ist der Spielbetrieb in drei (Herren) bzw. vier Regionen unterteilt. In diesen Regionen werden jeweils die besten Mannschaften ermittelt. Die besten acht Mannschaften können sich im Rahmen der Playoffs für die Deutsche Meisterschaft qualifizieren, die an einem Wochenende mit Halbfinals, Spiel um Platz drei sowie Finale ausgespielt wird.
Unterhalb der ersten Bundesligen gibt es eine regional geteilte zweite Bundesliga sowie je nach Region auch weitere Regional- und Landesligen.

### Deutsche Meister
| 2025  | Hamburg     | Frankfurt   | Köln           | Köln     | Hamburg    | Frankfurt            |
| 2024  | Hamburg     | Frankfurt   | München        | Hamburg  | Hannover   | Frankfurt            |
| 2023  | Hamburg     | Frankfurt   | Berliner HC    | Hamburg  | Köln       | Hannover             |
| 2022  | Frankfurt   | Köln        | Hamburg        | Hamburg  | München    | Köln                 |
| 2021* | -           | -           | -              | -        | -          | -                    |
| 2020* | -           | -           | -              | -        | -          | -                    |
| 2019  | Hamburg     | Köln        | Frankfurt      | München  | Hamburg    | Hannover             |
| 2018  | München     | Hamburg     | Köln           | München  | Hannover   | Köln                 |
| 2017  | Köln        | München     | Hamburg        | München  | Hannover   | Hamburg              |
| 2016  | Hamburg     | München     | Köln           | Hannover | München    | Hamburg              |
| 2015  | München     | Stuttgart   | Hamburg        | Hannover | München    | Hamburg              |
| 2014  | Berliner HC | Köln        | Hamburg        | Hannover | München    | Hamburg              |
| 2013  | Stuttgart   | Hamburg     | Berliner HC    | Hannover | München    | Hamburg              |
| 2012  | München     | Stuttgart   | Berliner HC    | Hannover | München    | Heidelberg           |
| 2011  | Düsseldorf  | Stuttgart   | München        | München  | Hannover   | Hamburg              |
| 2010  | München     | Berliner HC | Düsseldorf     | München  | Frankfurt  | Hamburg              |
| 2009  | BLAX        | Aachen      | Stuttgart      | München  | Hannover   | Bielefeld            |
| 2008  | Hamburg     | München     | Düsseldorf     | Hamburg  | Frankfurt  | Hannover             |
| 2007  | BLAX        | Hamburg     | Frankfurt      | Hamburg  | München    | BLAX                 |
| 2006  | Aachen      | Frankfurt   | Hamburg        | Hamburg  | BLAX       | Frankfurt            |
| 2005  | Frankfurt   | BLAX        | Hamburg        | BLAX     | München    | Göttingen            |
| 2004  | BLAX        | Hamburg     | Frankfurt      | BLAX     | Göttingen  | München              |
| 2003  | BLAX        | Hamburg     | VfK Berlin     | BLAX     | Göttingen  | Köln/Bonn            |
| 2002  | Frankfurt   | VfK Berlin  | Passau         | München  | BLAX       | Göttingen/VfK Berlin |
| 2001  | BLAX        | VfK Berlin  | nicht vergeben | München  | VfK Berlin | nicht vergeben       |

(* 2020 wurde die Saison aufgrund der Corona-Pandemie abgebrochen und kein Deutscher Meister bestimmt, Die Saison 2020/2021 wurde begonnen, nach wenigen Spielen aber ebenfalls abgebrochen und nicht zu Ende gespielt.– Stand: Juni 2022)

### Deutsche Meister Jugend
| 2022  | Berliner HC | Frankfurt    | FKS Willigis Mainz | FKS Willigis Mainz | Berliner HC   | Frankfurt                               | -       | -           | -          |
| 2021* | -           | -            | -                  | -                  | -             | -                                       | -       | -           | -          |
| 2020* | -           | -            | -                  | -                  | -             | -                                       | -       | -           | -          |
| 2019  | Frankfurt   | JFK Berlin A | Dortmund           | Frankfurt          | Berliner HC A | SG Rhein-Neckar Stuttgart, Ulm Tübingen | -       | -           | -          |
| 2018  | JFK Berlin  | München      | Frankfurt          | Berliner HC A      | Frankfurt     | Berliner HC B                           | -       | -           | -          |
| 2017  | JFK Berlin  | Hamburg      | Frankfurt          | Berliner HC        | Hamburg/Kiel  | ABV Stuttgart                           | -       | -           | -          |
| 2016  | JFK Berlin  | Hamburg      | Frankfurt          | Hamburg            | Berliner HC   | ABV Stuttgart                           | -       | -           | -          |
| 2015  | Hamburg     | JFK Berlin   | SG Köln München    | Frankfurt          | Hamburg       | ABV Stuttgart                           | -       | -           | -          |
| 2014  | Hamburg     | Köln         | Frankfurt          | Kiel               | Berliner HC   | Frankfurt                               | -       | -           | -          |
| 2013  | Hamburg     | Köln         | Berlin (BLAX)      | Berliner HC        | Hamburg       | Kiel                                    | -       | -           | -          |
| 2012  | Hamburg     | Köln         | Hannover           | Berliner HC        | Hamburg       | Kiel                                    | Hamburg | Berliner HC | SCC Berlin |
| 2011  | Hannover    | Hamburg      | Marburg            | Berliner HC        | Hamburg       | Stuttgart                               | -       | -           | -          |
| 2010  | Hamburg     | Hannover     | Düsseldorf         | Hamburg            | Berliner HC   | Stuttgart                               | -       | -           | -          |
| 2009  | -           | -            | -                  | Hamburg            | Düsseldorf    | Frankfurt                               | -       | -           | -          |
| 2008  | -           | -            | -                  | Hamburg            | Düsseldorf    | Berliner HC                             | -       | -           | -          |

(* 2020 wurde die Saison aufgrund der Corona-Pandemie abgebrochen und kein Deutscher Meister bestimmt, Die Saison 2020/2021 wurde begonnen, nach wenigen Spielen aber ebenfalls abgebrochen und nicht zu Ende gespielt. – Stand: September 2021)

## Nationalmannschaften
Der DLaxV unterhält insgesamt sieben Nationalmannschaftsprogramme, die an internationalen Wettbewerben teilnehmen:
- Damen Feldlacrosse
- Herren Feldlacrosse
- U20 Damen Feldlacrosse
- U20 Herren Feldlacrosse
- Herren Boxlacrosse
- Damen Boxlacrosse
- Herren Sixes Lacrosse
- Damen Sixes Lacrosse

Wettbewerb für U20-Mannschaften auf europäischer Ebene gibt es seit 2018. Das Sixes-Format (6vs6) wird erstmals bei den World Games 2022 in Birmingham, USA, gespielt, für die sich Deutschland mit der Herren-Nationalmannschaft qualifiziert hat. In Deutschland wird es in Form von Turnieren seit 2021 gespielt.

### Internationale Platzierungen

#### Weltmeisterschaften
| Jahr | Herren                         |  | Jahr | Damen                            |  | Jahr | U20 Herren                   |  | Jahr | U20 Damen                         |  | Jahr | Herren Boxlacrosse          |
| ---- | ------------------------------ |  | ---- | -------------------------------- |  | ---- | ---------------------------- |  | ---- | --------------------------------- |  | ---- | --------------------------- |
|      |                                |  |      |                                  |  |      |                              |  |      |                                   |  |      |                             |
| 2018 | 9. Platz (Netanya, Israel)     |  | 2017 | 14. Platz (Guildford, England)   |  | 2016 | 8. Platz (Coquitlam, Kanada) |  | 2019 | 8. Platz (Peterborough, Kanada)   |  | 2019 | 10. Platz (Langley, Kanada) |
| 2014 | 9. Platz (Denver, USA)         |  | 2013 | 12. Platz (Oshawa, Kanada)       |  | 2012 | 7. Platz (Turku, Finnland)   |  | 2015 | 9. Platz (Edinburgh, Schottland)  |  | 2015 | 11. Platz (Syracuse, USA)   |
| 2010 | 6. Platz (Manchester, England) |  | 2009 | 10. Platz (Prag, Tschechien)     |  | 2008 | 6. Platz (Coquitlam, Kanada) |  | 2011 | 10. Platz (Hannover, Deutschland) |  |      |                             |
| 2006 | 8. Platz (London, Kanada)      |  | 2005 | 9. Platz (Annapolis, USA)        |  | 2003 | 9. Platz (Baltimore, USA)    |  | 2007 | 11. Platz (Peterborough, Kanada)  |  |      |                             |
| 2002 | 7. Platz (Perth, Australien)   |  | 2001 | 8. Platz (High Wycombe, England) |  |      |                              |  |      |                                   |  |      |                             |
| 1998 | 6. Platz (Baltimore, USA)      |  |      |                                  |  |      |                              |  |      |                                   |  |      |                             |

#### Europameisterschaften
| Jahr | Herren                            |  | Jahr | Damen                              |  | Jahr | U20 Herren                  |  | Jahr | U20 Damen                  |  | Jahr | Herren Boxlacrosse         |
| ---- | --------------------------------- |  | ---- | ---------------------------------- |  | ---- | --------------------------- |  | ---- | -------------------------- |  | ---- | -------------------------- |
| 2016 | 5. Platz (Budapest, Ungarn)       |  | 2019 | 6. Platz (Netanya, Israel)         |  | 2019 | 2. Platz (Prag, Tschechien) |  | 2018 | 4. Platz (Katowice, Polen) |  | 2017 | 4. Platz (Turku, Finnland) |
| 2012 | 7. Platz (Amsterdam, Niederlande) |  | 2015 | 6. Platz (Nymburk, Tschechien)     |  | -    | kein Wettbewerb             |  | -    | kein Wettbewerb            |  | -    | kein Wettbewerb            |
| 2008 | 3. Platz (Lahti, Finnland)        |  | 2012 | 4. Platz (Amsterdam, Niederlande)  |  |      |                             |  |      |                            |  |      |                            |
| 2004 | 2. Platz (Prag, Tschechien)       |  | 2008 | 6. Platz (Lahti, Finnland)         |  |      |                             |  |      |                            |  |      |                            |
| 2001 | Europameister (Penarth, Wales)    |  | 2004 | 5. Platz (Prag, Tschechien)        |  |      |                             |  |      |                            |  |      |                            |
| 2000 | 2. Platz (Glasgow, Schottland)    |  | 2003 | 4. Platz (Göttingen, Deutschland)  |  |      |                             |  |      |                            |  |      |                            |
| 1999 | 2. Platz (Manchester, England)    |  | 2000 | 5. Platz (Glasgow, Schottland)     |  |      |                             |  |      |                            |  |      |                            |
| 1997 | 5. Platz (Stockholm, Schweden)    |  | 1999 | 4. Platz (Manchester, England)     |  |      |                             |  |      |                            |  |      |                            |
| 1996 | 6. Platz (Neuss, Deutschland)     |  | 1998 | 5. Platz (Prag, Tschechien)        |  |      |                             |  |      |                            |  |      |                            |
| 1995 | 6. Platz (Prag, Tschechien)       |  | 1997 | 5. Platz (Stockholm, Schweden)     |  |      |                             |  |      |                            |  |      |                            |
|      |                                   |  | 1996 | 5. Platz (Düsseldorf, Deutschland) |  |      |                             |  |      |                            |  |      |                            |